# Aiphanes
Aiphanes es un género de plantas de la familia Arecaceae (las palmeras), endémicas del continente americano, y particularmente diversa en Colombia en donde se encuentran la mayoría de las especies, en Venezuela se encuentran tres especies nativas ( A. elegans, A. erosa y A. caryotifolia).  Cuenta con unas 34 especies.

## Descripción
Tienen el tallo muy espinoso y erecto. Las hojas forman una corona, son generalmente pinnadas; la vaina, el pecíolo y el raquis presentan espinas. La inflorescencia es interfoliar. Las flores son pequeñas, de color blanco, amarillo, rosado o violeta. los frutos son globosos y de color rojo cuando están maduros, con exocarpio liso, mesocarpio carnoso o harinoso y endocarpio leñoso. 

## Taxonomía
El género fue descrito por Karl Ludwig Willdenow y publicado en Sammlung der Deutschen Abhandlungen Welche in der Königliche n Akademie der Wissenscaften zu Berlin Vorgelesen Wurde 1803: 250. 1806. La especie tipo es: Aiphanes aculeata Willd. = Aiphanes horrida (Jacq.) Burret
Etimología
Aiphanes: nombre genérico que está formado por los vocablos griegos aei, "siempre", y phanes, "vistoso".

## Especies
- Aiphanes acaulis Galeano & R.Bernal
- Aiphanes bicornis Cerón & R.Bernal
- Aiphanes caryotifolia H.Wendl.
- Aiphanes chiribogensis Borchs. & Balslev
- Aiphanes deltoidea Burret
- Aiphanes duquei Burret
- Aiphanes eggersii Burret
- Aiphanes erinacea (H.Karst.) H.Wendl.
- Aiphanes gelatinosa H.E.Moore
- Aiphanes graminifolia Galeano & R.Bernal
- Aiphanes grandis Borchs. & Balslev
- Aiphanes hirsuta Burret
- Aiphanes horrida (Jacq.) Burret
- Aiphanes kalbreyeri Burret
- Aiphanes leiostachys Burret
- Aiphanes lindeniana (H.Wendl.) H.Wendl.
- Aiphanes linearis Burret
- Aiphanes macroloba Burret
- Aiphanes minima (Gaertn.) Burret
- Aiphanes parvifolia Burret
- Aiphanes pilaris R.Bernal
- Aiphanes schultzeana Burret
- Aiphanes simplex Burret
- Aiphanes spicata Brochs. & R.Bernal
- Aiphanes stergiosii S.M.Niño, Dorr & F.W.Stauffer
- Aiphanes tricuspidata Borchs., M.Ruíz & Bernal
- Aiphanes ulei (Dammer) Burret
- Aiphanes verrucosa Borchs. & Balslev
- Aiphanes weberbaueri Burret